# 惠灵顿 (犹他州)
惠灵顿（英文：Wellington），是美国犹他州卡本县下属的一座城市。建市于 1878年，面积大约为5.13平方英里（13.3平方公里），海拔约为5,413英尺（1,650米）。根据2010年美国人口普查，该市有人口1,676人。